# 索布拉尔
索布拉尔是巴西塞阿拉州的一个市镇。总面积83.32平方公里，总人口175814人，人口密度2110.1人/平方公里。